# Baardscheerders Bosch
Baardscheerders Bosch (Afrikaans: Baardskeerdersbos) is een dorp met 103 inwoners, in de provincie West-Kaap in Zuid-Afrika. De plaats is gelegen in de gemeente Overstrand en is gesticht in 1660.
Ter plaatse van het dorp stroomt de Boskloofneek in de Boesmansrivier.

## Subplaatsen
Het nationaal instituut voor de statistiek, Stats SA, deelt sinds de census 2011 deze hoofdplaats in in zogenaamde subplaatsen (sub place), c.q. slechts één subplaats:

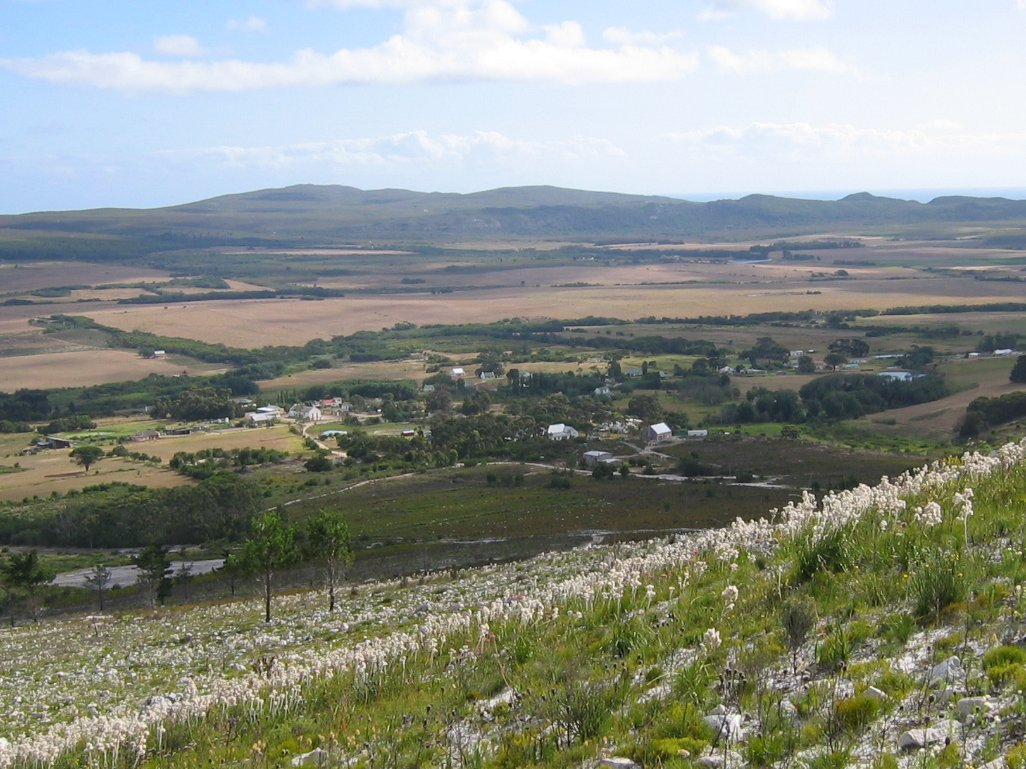
Baardskeerdersbos vanaf Perdekop

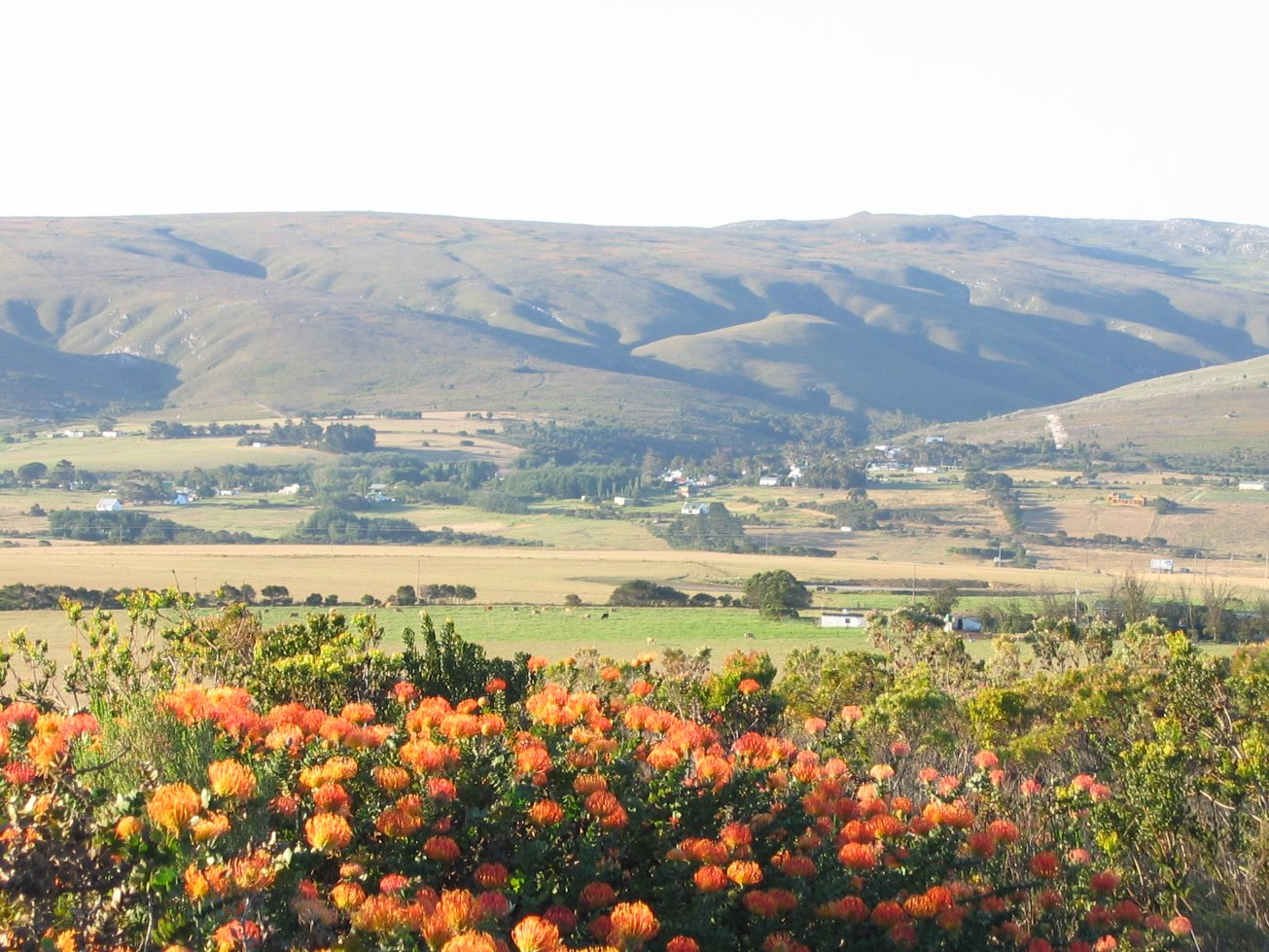
De vallei waarin het dorp is gelegen

Baardscheerders Bosch SP.